# الخط الحنيفي

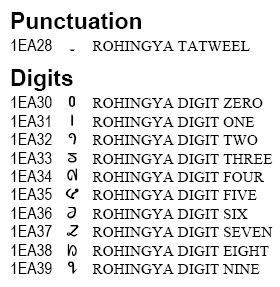
التطويل والأعداد

خط اللغة الروهينغية الحنيفي هو نص موحد في كتابة اللغة الروهينغية ابتكره العالم المسلم محمد حنيف. كُتب به لأول مرة في القرن التاسع عشر بنسخة من الخط الفارسي العربي. وفي عام 1975 ، تم تطوير الكتابة العربية الإملائية على أساس الأبجدية الأردية.